# And I Love Her
"And I Love Her" là ca khúc nổi tiếng của The Beatles, được sáng tác chính bởi Paul McCartney (được ghi cho Lennon-McCartney). Đây là ca khúc thứ 5 nằm trong album thứ ba của họ, A Hard Day's Night. "And I Love Her" được phát hành dưới dạng đĩa đơn cùng "If I Fell" vào ngày 20 tháng 7 năm 1964 tại Mỹ bởi Capitol và đạt vị trí số 12 tại Billboard.
The Beatles chỉ một lần duy nhất trình diễn "And I Love Her" ngoài Abbey Road Studios: ngày 14 tháng 7 năm 1964, ca khúc được trình bày trong trường quay chương trình Top Gear của BBC và được phát sóng 2 ngày sau đó.

## Sáng tác
Phần lớn ca khúc là giọng chuyển từ Mi sang giọng thứ Đô thăng. Tất cả đều chuyển sang Fa trước khi vào đoạn solo và kết thúc bởi giọng thứ của nó, Rê.
Ca khúc được viết chủ yếu bởi McCartney, John Lennon thừa nhận trên tạp chí Playboy rằng anh chỉ đóng góp vào phần nối ("A love like ours/Could never die/As long as I/Have you near me").
Nhà phát hành của The Beatles, Dick James, cũng củng cố điều này khi tiết lộ rằng đoạn nối là ý tưởng của George Martin (trong bản nháp thu của ca khúc được cho vào trong album Anthology 1 vào năm 1995, đoạn nối này không tồn tại). Theo James, Lennon muốn có một đoạn nghỉ và "sau khoảng nửa tiếng (họ) đã hoàn thành đoạn nối cho một ca khúc vô cùng thành công." McCartney thì lại phủ nhận: "Đoạn nối là của tôi... Tôi viết bằng chính tay tôi. Tôi nói rằng John đã giúp tôi đôi chút, song thật quá đáng nếu anh ấy nói đoạn đó là do anh ấy viết."
"Từ "and" trong tiêu đề là một yếu tố rất quan trọng. "And I Love Her" nghe rất thuận tai, khiến bạn cuốn theo nó ngay từ phút đầu tiên", McCartney nói, "Tiêu đề nằm trong đoạn lời thứ 2 và nó không hề lặp lại. Đây là một câu nói khá quen, nhưng nó lại chỉ gần giống thế: 'Oh... I love you'."
McCartney gọi "And I Love Her" là "bản ballad mà tôi thấy ngạc nhiên với chính bản thân mình". Lennon nói đây chính là tiền bản của "Yesterday".

## Ghi âm
Ca khúc này được ghi âm trong 3 ngày tại phòng thu số 2 ở Abbey Road. Quá trình chỉnh âm được thực hiện bởi George Martin và Norman Smith. Một kỹ thuật viên âm thanh khác là Richard Langham.

### Ngày 1
Công việc bắt đầu vào lúc 2 rưỡi ngày thứ ba, 25 tháng 2 năm 1964, cũng là ngày thu đầu tiên của ca khúc "A Hard Day's Night" và album cùng tên. hai bản thu đã được thực hiện, bản thứ nhất không hoàn thiện, còn bản thứ hai thì đạt yêu cầu. Tuy nhiên, The Beatles mong muốn ca khúc tinh tế hơn. Bản thu này chính là bản nằm trong Anthology 1 khi không có đoạn nối.
Các nhạc cụ được sử dụng:
- Paul McCartney – hát chính, 1963 Höfner 500/1 bass guitar cùng máy Vox AC-100 bass amp.
- John Lennon – 1964 Rickenbacker 325 guitar điện cùng máy Vox AC-50 guitar amp.
- George Harrison – 1964 Rickenbacker 360-12 guitar 12 dây điện cùng máy Vox AC-50 guitar amp.
- Ringo Starr – trống Ludwig-Musser.

### Ngày 2
Ngày hôm sau, có tới 17 bản thu được thực hiện trong khoảng từ 7-10h tối. Cho dù Starr đã chuyển sang dùng bongo và phách song họ cũng không cảm thấy hài lòng. Trong khoảng thời gian này, họ nghỉ ngơi và ngồi viết đoạn nối. Một đoạn chuyển ngắn từ bản thu thứ 11 có thể nghe trong phần 8 của The Beatles Anthology khi McCartney hát "And if you saw my love, I'd love her [too]..." trước khi bị ngắt.

### Ngày 3
Họ thực hiện hai bản thu duy nhất vào ngày thứ năm, 27 tháng 2. Tất cả bắt đầu vào lúc 10h sáng. Bản thứ 20 là phần ca khúc cơ bản, còn bản thứ 21 là một bản ghi đè với một lần nữa giọng của McCartney và phách của Starr.
Các nhạc cụ sử dụng trong buổi thu ngày 2 và 3:
- Paul McCartney – hát chính, 1963 Höfner 500/1 bass guitar cùng máy Vox AC-100 bass amp.
- John Lennon – Harrison's 1962 Gibson J-160E acoustic guitar cùng máy Vox AC-50 guitar amp.
- George Harrison – 1964 José Ramírez Guitarra de Estudio guitar cổ điển.
- Ringo Starr – trống Lugwig-Musser, sau chuyển sang bongos và phách.

## Phát hành
Tất cả các bản mix đều được thực hiện trên bản thu thứ 21.

### Mono Remix 1
Bản thu mono đầu tiên được thực hiện tại phòng thu thứ nhất ở Abbey Road vào ngày thứ ba, 3 tháng 3. Trong buổi chỉnh âm này, Martin và Smith là nhà sản xuất và kỹ thuật viên. Ngoài ra còn có sự góp mặt của một kỹ thuật viên nữa là A.B.Lincoln.
Việc mix chủ yếu vào phần hát của McCartney, theo từng câu một được chỉnh sang máy 2-băng.
Bản mix được gửi cho Capitol và United Artists Records vào ngày 9 tháng 6 và được phát hành trong album soundtrack A Hard Day's Night vào ngày 24 tháng 6 năm 1964. Bản stereo của album dùng kỹ thuật fake stereo từ bản mix mono này.
Trong album Something New (1964) của Capitol, ca khúc này cũng dùng bản mono. Nó cũng được dùng trong bộ phim A Hard Day's Night nhưng chơi với tốc độ chậm hơn. Ngày nay, ta có thể nghe nó trong Capitol Albums Volume 1 box set.

### Mono Remix 2
Bản mix mono thứ 2 được thực hiện tại phòng thu số 1 của Abbey Road ngày 9 tháng 6. Những người thực hiện lần này là Martin, Smith và Geoff Emerick.
Trong bản sửa này, toàn bộ phần lời của McCartney được chỉnh sang máy 2-băng, ngoại trừ 2 câu đầu của đoạn lời thứ 2. Đây là bản được phát hành vào ngày 10 tháng 6 năm 1964 trong album A Hard Day's Night mono tại Anh. Nó cũng nằm trong The Beatles in Mono box set.

### Stereo Mix
Bản stereo được thực hiện vào ngày 22 tháng 6 ngay sau bản mix mono. Bản stereo có mặt trong album A Hard Day's Night stereo tại Anh ngày 10 tháng 7 năm 1964. Nó cũng xuất hiện trong album Something New stereo của Capitol, cũng như trong bản stereo của Capitol Albums Volume 1 box set.

### Stereo Mix mở rộng
Ấn bản tại Đức của Something New có bản chỉnh sửa từ bản stereo ngày 22 tháng 6 với việc lặp lại tiếng gảy guitar kết bìa tới 5 lần chứ không phải 3. Bản sửa xuất hiện trong album Rarities tại Mỹ vào năm 1980. Không ai biết nó được sửa vào khi nào, và nó cũng không được phát hành dưới dạng CD.

## Thành phần tham gia sản xuất
Theo Ian MacDonald.
- Paul McCartney – hát chính, bass.
- John Lennon – acoustic guitar nền.
- George Harrison – acoustic lead guitar, phách.
- Ringo Starr – bongo, phách.
- George Martin – sản xuất.